# Heliconius felix
Heliconius felix är en fjärilsart som beskrevs av Gustav Weymer 1893. Heliconius felix ingår i släktet Heliconius och familjen praktfjärilar. Inga underarter finns listade i Catalogue of Life.